# Клинтония
Клинтония (лат. Clintonia) — род травянистых растений семейства Лилейные (Liliaceae), распространённый от субтропических до субарктических районов Северной Америки и Дальнего Востока.
Род назван в честь американского политика и натуралиста-любителя Девитта Клинтона.

## Описание

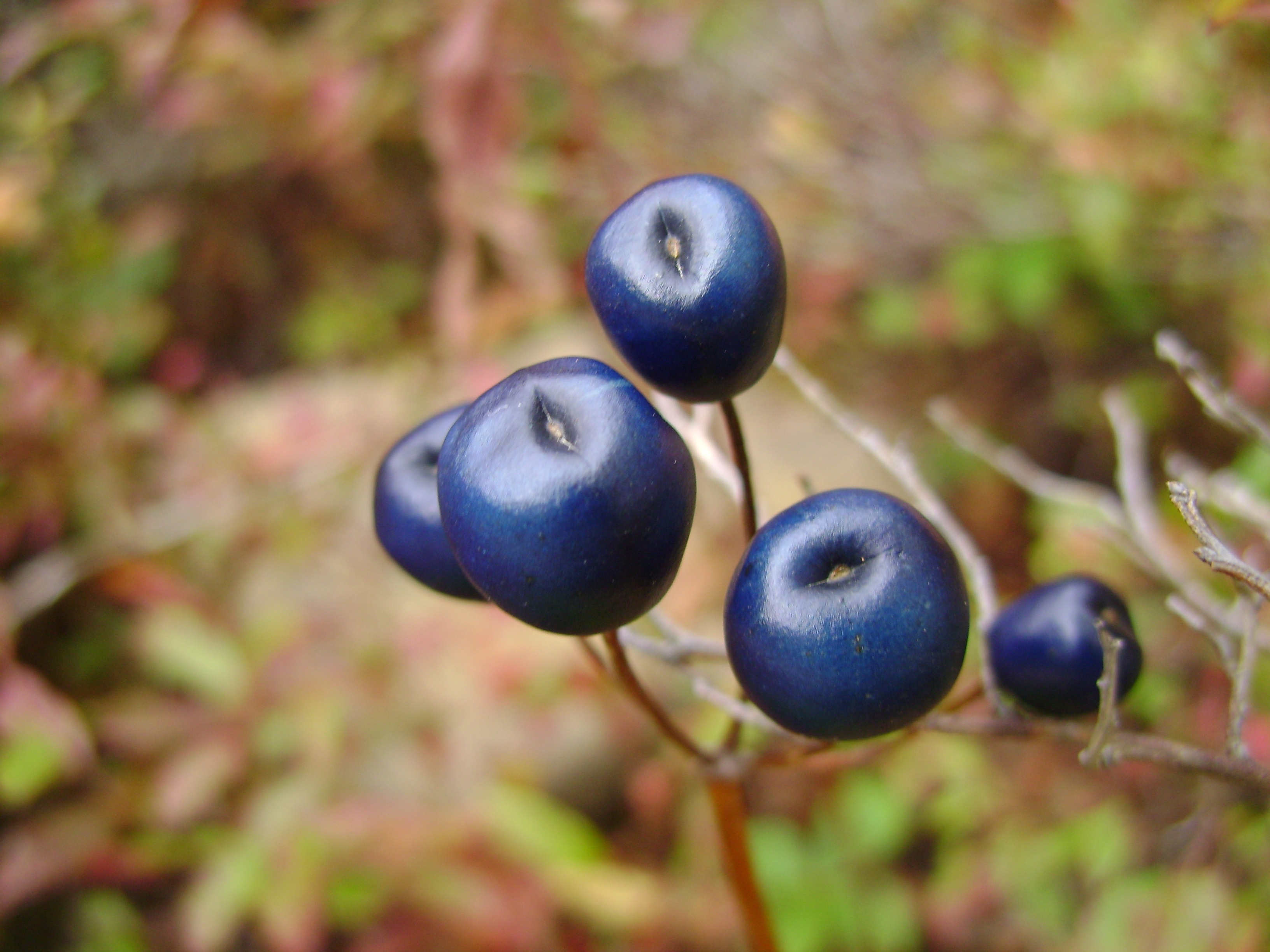
Плоды клинтонии северной

Многолетние травянистые растения, 15—80 см высотой. Корневище тонкое, ползучее. Стебель прямой, неветвистый, безлистный, часто с листовидными прицветниками посередине. Листьев 2—6, прикорневые, широкие, сужены во влагалище.
Цветки одиночные, или собраны в зонтик или кисть. Околоцветник венчиковидный, воронковидный, опадающий по отцветании, 6-раздельный до основания, доли удлинённые, вверху округлые, книзу суженные, почти равные, распростертые или колокольчато-сближенные.
Тычинок 6, короче долей околоцветника, прикреплены у их основания; пыльники двугнёздные, удлиненные, с двулопастным основанием, прикреплены спинкой. Пестик с 2—3-гнёздной, сидячей завязью и 1 нитевидным столбиком; рыльце неясно 2—3-лопастное. Плод — синяя или чёрная, с металлическим блеском, округлая или овальная, 2—3-гнёздная ягода; гнёзда с 2—12 семенами. Семена блестящие, коричневые
Основное число хромосом: x = 7.

## Виды
Род включает 5 видов:
- Clintonia andrewsiana Torr. (1857) — Клинтония Эндрюса
- Clintonia borealis (Aiton) Raf. (1832) typus[1] — Клинтония северная
- Clintonia udensis Trautv. & C.A.Mey. (1856) — Клинтония удская, или Клинтония удинская
- Clintonia umbellulata (Michx.) Morong (1894) — Клинтония зонтичковая, или Клинтония зонтичная
- Clintonia uniflora (Menzies ex Schult. & Schult.f.) Kunth (1850) — Клинтония одноцветковая